# Czarny czwartek (1929)

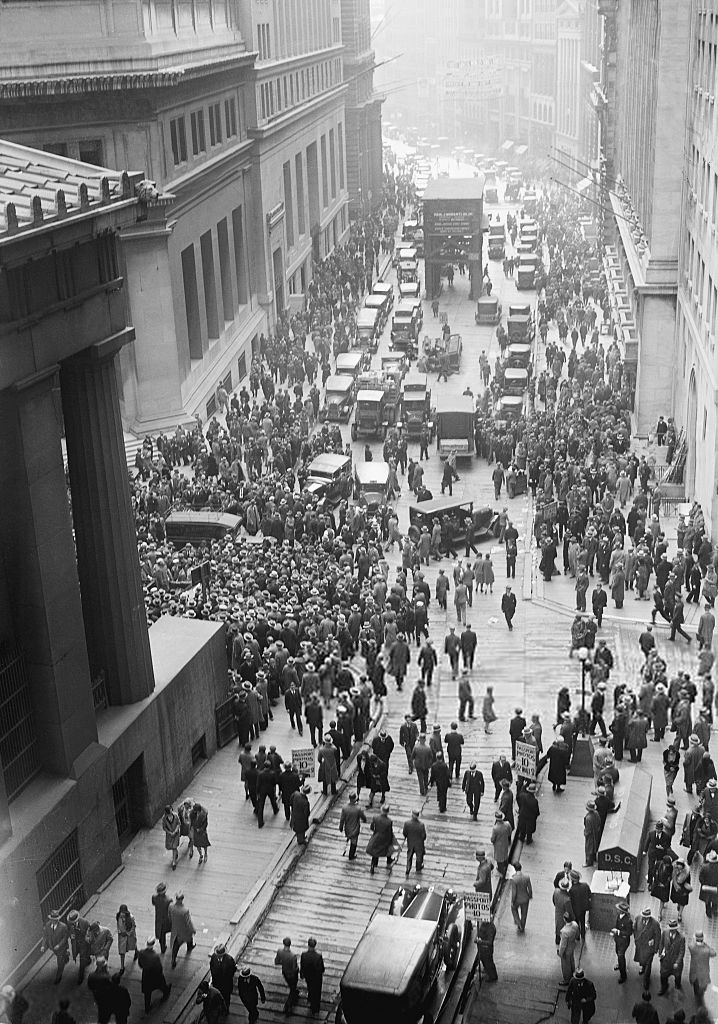
Zamknięcie giełdy nowojorskiej (24.10.1929)

Indeks Dow Jones Industrial Average w latach 1928–1930

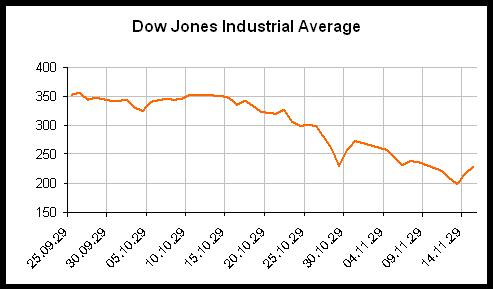
Indeks Dow Jones Industrial Average w okresie wrzesień 1929 – listopad 1929

Czarny czwartek – 24 października 1929 roku, dzień, w którym ceny akcji notowanych na Nowojorskiej Giełdzie Papierów Wartościowych (ang. New York Stock Exchange) gwałtownie spadły, co obecnie uznawane jest za jeden z objawów rozpoczynającego się wielkiego kryzysu.

## Tło historyczne
W roku 1929 gospodarka światowa znalazła się w dużych kłopotach. Kraje europejskie z trudem odbudowywały swoje gospodarki po I wojnie światowej. Od kilku lat największe potęgi kolonialne prowadziły między sobą wojny celne, destabilizując handel światowy.
Na Nowojorskiej Giełdzie Papierów Wartościowych w tym samym czasie narastała bańka spekulacyjna. Wzrost cen akcji spowodował podniesienie wartości aktywów należących do inwestorów giełdowych. Banki udzieliły wielu kredytów pod zastaw przewartościowanych akcji. Za pożyczki inwestorzy kupowali kolejne akcje i bańka coraz bardziej się nadymała. Wiele spółek, których akcje notowały ogromny wzrost, było w rzeczywistości nic niewartych i prowadziło niepewne interesy.

## Przebieg
W końcu liczba nowych inwestorów wchodzących na giełdę okazała się niewystarczająca do podtrzymania wzrostu cen akcji. 24 października 1929 roku rozpoczęła się gwałtowna wyprzedaż. Im bardziej ceny spadały, tym więcej osób pozbywało się akcji. Wszyscy chcieli sprzedać udziały, wiedząc, że za chwilę stracą one wartość. W panice sprzedawano również akcje spółek o pewnych fundamentach.
W ciągu dnia obrócono 13 milionami akcji, a w ciągu następnych kilku liczba ta doszła do 30 milionów. Wartość większości udziałów spadła praktycznie do zera. Inwestorzy stracili wszystko, a ci, którzy wzięli kredyty, zbankrutowali. Dłużników było tak wielu, że banki utraciły dużą część wkładów ludności. Wiele z nich ogłosiło też bankructwo. W ten sposób rozpoczęła się spirala zadłużenia, która stała się pierwszym etapem wielkiego kryzysu.

## Skutki czarnego czwartku
Po doświadczeniach czarnego czwartku światowy system finansowy uległ dużym zmianom. Wprowadzono jasne zasady sprawozdawczości. Dziś każda spółka akcyjna notowana na giełdzie musi składać regularne raporty, opisujące jej stan finansowy, które są sprawdzane przez zewnętrznych audytorów. Istnieje szereg limitów, które ograniczają wielkość kwot przeznaczanych przez instytucje na ryzykowne kredyty.
Dzięki tym zmianom gospodarka światowa, mimo wielu mniejszych kryzysów, nie doznała już takiego krachu, jak ten z roku 1929. Jednak lokalne rynki papierów wartościowych w wielu krajach załamywały się z różnych powodów. Najczęściej lokalne krachy giełdowe były powodowane przez nadmierne deficyty budżetowe poszczególnych państw lub nieudolną politykę pieniężną banków centralnych.
Rozdział bankowości inwestycyjnej od bankowości komercyjnej – Glass-Steagall Act. Brzmienie tych ustaw zmieniła dopiero administracja Billa Clintona.